# Geiselgasteigstraße
Die Geiselgasteigstraße ist eine Innerorts- und Ein- und Ausfallstraße im Stadtbezirk Untergiesing-Harlaching (Nr. 18) von München.

## Verlauf
Die Straße beginnt im Norden am Harlachinger Berg in der Nähe der Wallfahrtskirche St. Anna oberhalb der Tierparks Hellabrunn, wo die Lindenstraße spitzwinklig in sie übergeht, und gegenüber der Gaststätte Harlachinger Einkehr im Zwickel zwischen den Straßen Harlachinger Berg und Karolingerallee, von denen für Fahrzeuge aber keine direkte Zufahrtsmöglichkeit besteht. Sie verläuft dann in im Wesentlichen südlicher Richtung zum Theodolindenplatz, wo die Grünwalder Straße (Staatsstraße 2072) auf sie trifft. Von hier an wird sie von der Trasse der Straßenbahnlinie 25 nach Grünwald begleitet, die ein eigenes Gleisbett östlich der Straße hat. Südlich der Einmündung der Seybothstraße liegt am Sanatoriumsplatz die München Klinik Harlaching am Rand des gemeindefreien Perlacher Forsts, der zum Landkreis München gehört. Die Geiselgasteigstraße bildet nun die Grenze zwischen der Landeshauptstadt und dem Landkreis. Die nach Westen abzweigende Menterschwaigstraße führt durch die Villenkolonie Menterschwaige zum Gutshof Menterschwaige. An der Straßenbahnhaltestelle Großhesseloher Brücke befindet sich eine Trambahnwendeschleife; von hier aus wird die Brücke über die Holzkirchner Straße schnell zu Fuß erreicht. Südlich der Holzkirchner Straße führt die Straße in einer Unterführung unter der Bahnstrecke hindurch, die die historische Bayerische Maximiliansbahn benutzt. Südlich der Einmündung des Schilcherwegs tritt die Geiselgasteigstraße auf das Gebiet der Gemeinde Grünwald über und setzt sich als Nördliche Münchner Straße fort. Diese verläuft durch den Grünwalder Ortsteil Geiselgasteig, passiert dabei die Bavaria Filmstadt und erreicht schließlich das Ortszentrum von Grünwald. Auf Grünwalder Gebiet entfernt sich der Verlauf der Straßenbahn von der Straße.

## Öffentlicher Verkehr
Vom Theodolindenplatz an wird die Straße von der Straßenbahnlinie 25 begleitet (Haltestellen Theodolindenplatz, Klinikum Harlaching, Menterschwaige, Großhesseloher Brücke, Schilcherweg).

## Namensgeber
Die Straße ist nach dem Grünwalder Ortsteil Geiselgasteig benannt, dessen Name von Giselngasteig, d. h. steiler Steig des Giselher, eines Manns, der einmal Geisel war, abgeleitet wird.

## Charakteristik
Nördlich des Theodolindenplatzes ist die Straße eine ruhige Wohnstraße, nach Süden nimmt sie von dort aus den Verkehr nach Grünwald auf (Staatsstraße 2072), wobei sie über weite Strecken am Perlacher Forst vorbeiführt. Die Westseite der Straße ist von Wohnbebauung in gehobener Qualität geprägt.

## Denkmalgeschützte Bauwerke

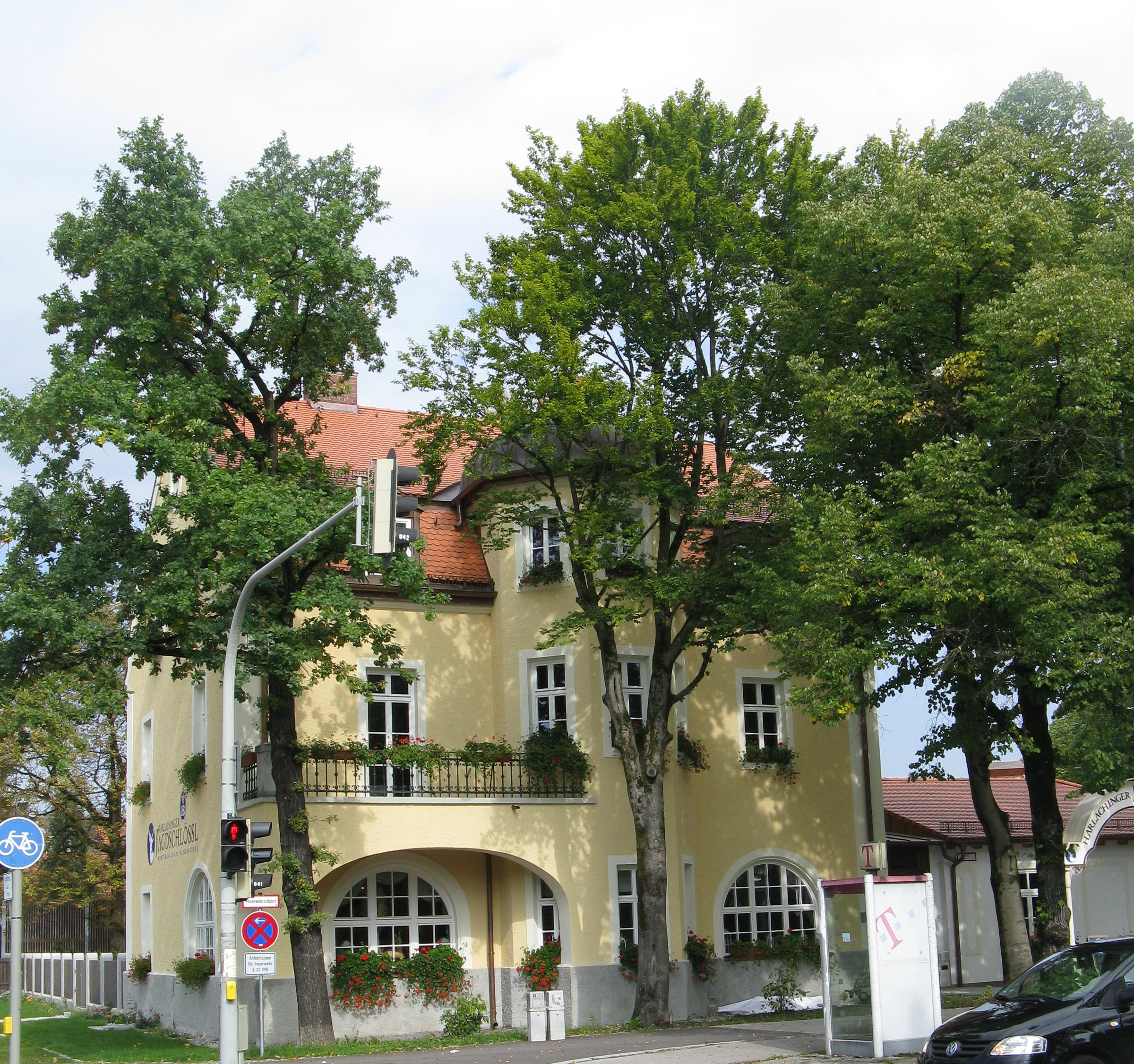
Gaststätte Jagdschlößl

- Nr. 1: Zollhaus Harlaching, von Hans Grässel
- Nr. 153: Gasthaus Jagdschlößl, gegenüber dem Klinikum
- Nr. 265: ehemaliges Bahnwärterhaus, um 1870

### Gebäude in der Nähe

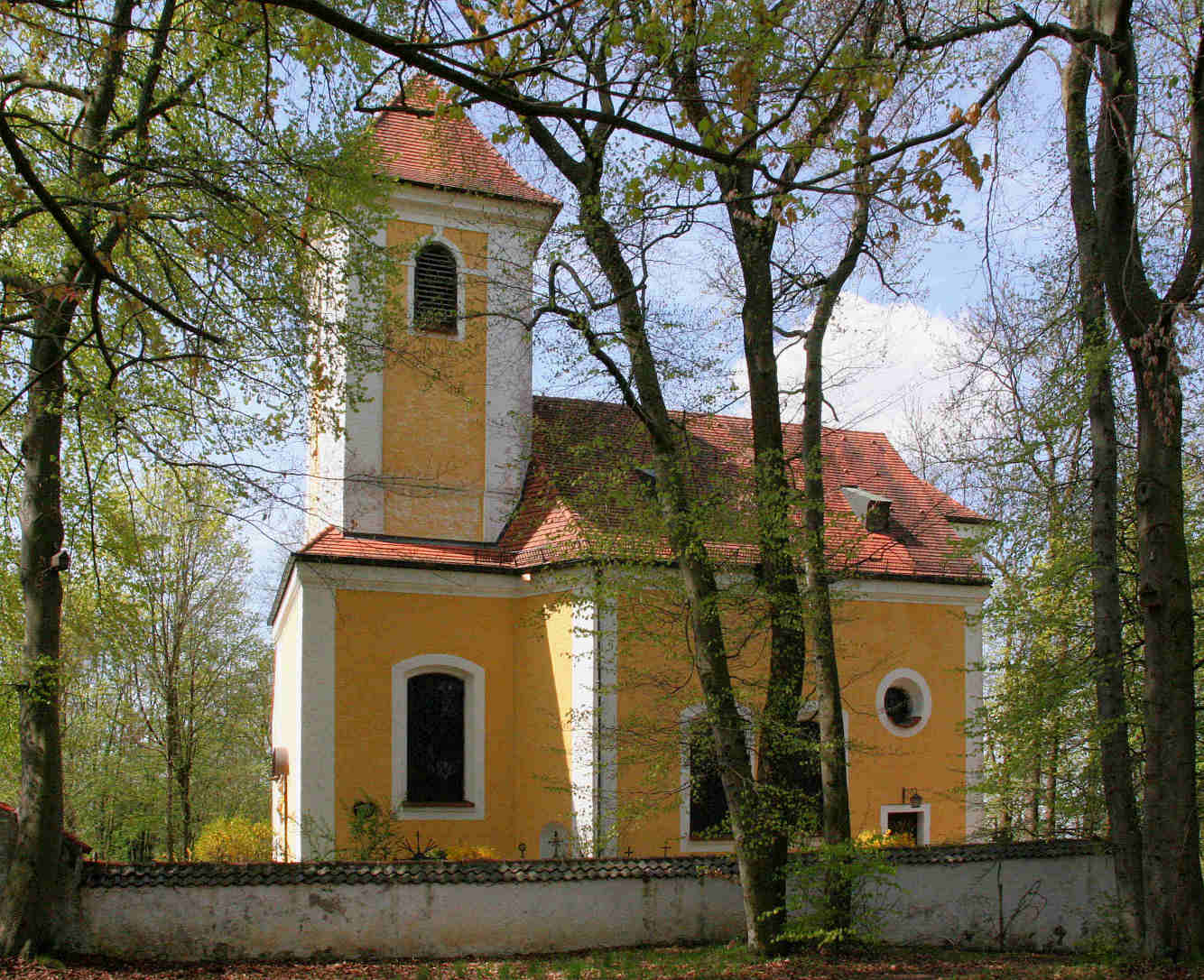
St.-Anna-Kircherl am Harlachinger Berg

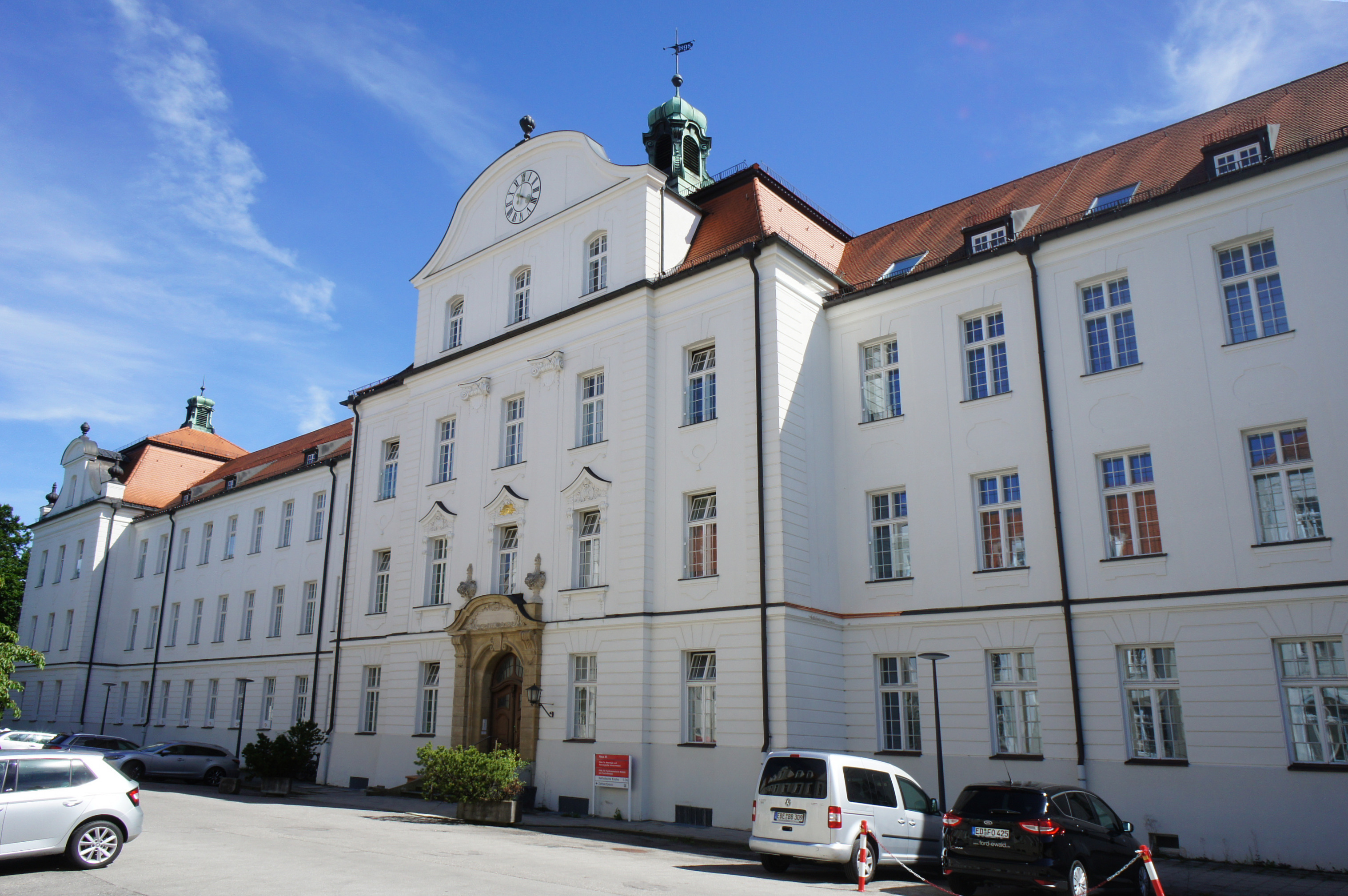
Klinik Harlaching – Altbau

- Wallfahrtskirche St. Anna (Harlaching).
- München Klinik Harlaching.